# Tipula (Lunatipula) handschini
Tipula (Lunatipula) handschini is een tweevleugelige uit de familie langpootmuggen (Tipulidae). De soort komt voor in het Palearctisch gebied.